# Freisinger Motorsport
Freisinger Motorsport est une entreprise de restauration automobile et une écurie de course automobile allemande basée à Karlsruhe et fondée par Manfred Freisinger. Elle a participé aux championnats BPR Global GT Series, FIA GT, Porsche Supercup, 24 Heures du Mans, American Le Mans Series et Le Mans Series en engageant des voitures Porsche.
Depuis 2004, l'écurie de course s'est retirée de la compétition pour concentrer la société sur la mise au point et la restauration automobile.

## Historique
C'est à partir de 1992 que Freisinger Motorsport participe aux compétitions internationales avec la Porsche Supercup puis viennent les BPR Global GT Series sans grand succès. La première participation aux 24 Heures du Mans arrive en 1995 et celle aux 24 Heures de Daytona l'année suivante.
La première victoire internationale est obtenue lors de l'épreuve inaugurale du Petit Le Mans en 1998 dans la catégorie LMGT2, elle est suivie en 2000 par une victoire au Lausitzring en FIA GT.
À partir de 2001, l'écurie s'engage en catégorie N-GT du championnat FIA GT et remporte trois fois cette catégorie en 2002, 2003 et 2004. Durant cette période, les grandes victoires sont décrochées en European Le Mans Series 2001 à Estoril dans la catégorie GT, aux 24 Heures de Spa en 2002 dans la catégorie N-GT puis en 2003 au général et en Le Mans Endurance Series 2004 lors des 1 000 kilomètres de Monza et des 1 000 kilomètres de Spa dans la catégorie GT.

## Palmarès
- Petit Le Mans
  - Vainqueur de la catégorie LMGT2 en 1998 avec Michel Ligonnet et Lance Stewart sur une Porsche 911 GT2

- 24 Heures de Spa
  - Vainqueur de la catégorie N-GT en 2002 et 2004 avec Stéphane Ortelli, Romain Dumas et Emmanuel Collard (3e au général lors des deux éditions)
  - Vainqueur général en 2003 avec Marc Lieb, Stéphane Ortelli et Romain Dumas

- FIA GT
  - Champion dans la catégorie N-GT en 2002, 2003 et 2004

- Porsche Cup[1]
  - Vainqueur avec Edgar Dören en 1993, Marc Lieb en 2003 et Stéphane Ortelli en 2004

## Pilotes notoires
| - Cyril Château - Jörg Bergmeister - Timo Bernhard - Emmanuel Collard - Romain Dumas - Marc Lieb - Michel Ligonnet |  | - André Lotterer - Lucas Luhr - Sascha Maassen - Stéphane Ortelli - Lance Stewart - Xavier Pompidou |